# Werinher von Reichenau
Werinher von Reichenau, auch Werinhere, (* im 10. Jahrhundert; † 1006) war Abt des Klosters Reichenau (1000–1006).
Die Herkunft von Werinher ist nicht bekannt. Gleichwohl wird ein (nicht belegter) Bezug hergestellt zu dem Geschlecht der Habsburger und Lanzelin und Luitgard vom Thurgau. Aus dieser Ehe stammen Radbot (985–1045), Graf im Klettgau; einen nicht näher dokumentierten «Rudolf», sowie «Landolt II.», Vogt des Klosters Reichenau und eben ein «Werinher I.», den späteren Bischof Werner I. von Straßburg. Der Vorgänger im Straßburger Bischofsamt war Alawich II., der auch sein Vorgänger als Abt der Reichenau von 997 bis 1000 war.
Werinher war Mönch der Reichenau und wurde im Jahre 1000 Abt der Reichenau in Nachfolge von Abt Alawich II., der im Jahre 999 Bischof von Straßburg wurde. Nicht detaillierter belegt nach Gallus Oehem wurde die Amtszeit von Werinher als 27. Abt; als Todesjahr gibt Gallus Oehem das Jahr 1006 an.